# 同屋三分驚
《同屋三分驚》（英語：Shallow Grave）是一部1994年的英國黑色幽默犯罪片，是英國導演丹尼·貝爾執導的第一部電影長片，劇本由約翰·霍奇原創。主演包括在當時還並不太出名的伊雲·麥葵格、基斯杜化·艾克斯頓和卡莉·霍絲，也是伊雲·麥葵格首次出演主要角色。
電影製片費用由英國第四電視台資助，PolyGram Filmed Entertainment 擔任發行商。

## 演員
- 卡莉·霍絲（英语：Kerry Fox） 飾 Juliet Miller
- 基斯杜化·艾克斯頓 飾 David Stevens
- 伊雲·麥葵格 飾 Alex Law
- 肯·史托（英语：Ken Stott） 飾 Detective Inspector McCall
- 凱思·艾倫（英语：Keith Allen (actor)） 飾 Hugo
- 柯林·麥可瑞迪（英语：Colin McCredie） 飾 Cameron
- Victoria Nairn 飾 訪客
- 蓋瑞·路易斯（英语：Gary Lewis (actor)） 飾 訪客
- Jean Marie Coffey 飾 Goth
- 彼得·穆蘭 飾 Andy
- Leonard O'Malley 飾 Tim

## 外部連結
- 互联网电影数据库（IMDb）上《同屋三分驚》的资料（英文）
- Shallow Grave review at Cult Fiction （英文）
- Shallow Grave （页面存档备份，存于） at The Criterion Collection （英文）
- 香港外語電影資料網上《同屋三分驚 （页面存档备份，存于）》的資料 （繁體中文）
- 開眼電影網上《魔鬼一族 （页面存档备份，存于）》的資料 （繁體中文）